# Henrik Stephansen
Henrik Victor Stephansen (født 6. august 1988) er en dansk tidligere eliteroer, der blev verdensmester i letvægtssinglesculler 2011.
Henrik Stephansen begyndte at ro i 2000 i Rungsted Roklub og stillede senere  op for Roklubben Furesø. Hans første store internationale resultat kom i 2006, da han blev juniorverdensmester i dobbeltsculler sammen med klubkammeraten fra Furesø, Niels Henrik Stene. Senere var han med i båden, der blev U23-verdensmestre i letvægtsdobbeltfirer i 2008. I 2010 blev Stephansen verdensmester i ergometerroning i Boston, inden han nåede den ultimative triumf i 2. september 2011 med en overlegen sejr ved VM i Bled, Slovenien. Hans forspring var på over fem sekunder til sølvvinderen, Duncan Grant fra New Zealand.
Stephansen sikrede Danmark kvalifikation til OL i 2012 i den tunge singlesculler med en fjerdeplads ved udtagelsesstævnet i Luzern i maj 2012, hvilket gav den sidste af de 35 pladser ved OL. Han blev senere selv udtaget til legene, men OL-deltagelsen blev lidt af en skuffelse for ham. Efter en tredjeplads i runde et blev han kun nummer fire i kvartfinalen og måtte derfor kæmpe om pladserne under tolv. Efter yderligere to løb blev han samlet nummer tretten.
Samme år fik han revanche for OL-skuffelsen, idet han genvandt VM i letvægtssinglesculler senere på året. I 2013 blev han både europa- og verdensmester i samme disciplin. I 2014 og 2015 roede han letvægtsdobbeltsculler med forskellige makkere, men siden VM i 2015 har han ikke roet internationale stævner.